# الدوري الأمريكي لكرة السلة للمحترفين 1980–81
الدوري الأمريكي لكرة السلة للمحترفين 1980–81 (بالإنجليزية: 1980–81 NBA season)‏ هو موسم من إن بي أي. أقيم خلال الفترة 10 أكتوبر 1980 وحتى 14 مايو 1981، وأشرف على تنظيمه إن بي أي، وفاز فيه بوسطن سيلتكس.